# Roots TODAY'S INSPIRATION
『Roots TODAY'S INSPIRATION』（ルーツ・トゥデイス・インスピレーション）は、TOKYO FMをキーステーションにして放送されていたインフォマーシャルのラジオ番組である。2005年10月3日放送開始、2007年4月13日放送終了。缶コーヒー「Roots」の日本たばこ産業（JT）一社提供。

## 放送時間
- 8:09 - 8:10 （『SKY』の1コーナーとして放送）

FMぐんま、RADIO BERRY、レディオキューブ FM三重を除いた35局で放送。

## ナレーター
- 鈴木ゆうこ

## 放送内容
過去のその日に起こった話題の中から、インスピレーションにまつわる話題を紹介。紹介文を読み上げる中に必ず「インスピレーション」の単語が入っている。最後にRootsのキャッチコピー「飲スピレーション、Roots」のジングルが流れてちょうど1分。
2006年10月2日から、日付・曜日を言わなくなった。

## その他
- 『立花裕人のMORNING FREEWAY』時代は『タカタ・セイフティ・アベニュー』というコーナーで、交通安全のワンポイントアドバイスを紹介する番組だった。終了後は一時期CM枠になっていたことがある。
- 2007年4月の改編時点でJFN各局の番組表では「新番組」とだけ書かれていたが、4月2日になっても同番組は継続していた。4月13日をもって突如終了となった。